# Leptomyrmex puberulus
Leptomyrmex puberulus es una especie de hormiga del género Leptomyrmex, subfamilia Dolichoderinae. Fue descrita científicamente por Wheeler en 1934.
Se distribuye por Indonesia y Papúa Nueva Guinea. Se ha encontrado a elevaciones de hasta 500 metros. Vive en microhábitats como nidos, el forraje, la hojarasca y la vegetación baja.